# Rävatjärnen, Jämtland
Rävatjärnen är en sjö i Ragunda kommun i Jämtland och ingår i Indalsälvens huvudavrinningsområde.